# El Verdugo (Balzac)
El Verdugo (termine spagnolo per indicare il boia) è un racconto dello scrittore francese Honoré de Balzac apparso sulla rivista La Mode nel 1830 e l'anno dopo in volume per le edizioni Gosselin. È inserito negli Studi filosofici della Commedia umana.

## Riassunto
Durante le guerre napoleoniche di Spagna, il comandante francese Victor Marchand e le sue truppe hanno l'ordine di sorvegliare il piccolo villaggio spagnolo di Menda. Scoppia una rivolta ma Marchand si salva grazie all'aiuto di Clara, figlia del marchese di Leganés, signore di Menda. La sollevazione è repressa con ferocia e la famiglia di Leganés è condannata a morte.
Marchand ottiene dal superiore il permesso di risparmiare la vita ad uno dei figli di Leganés a patto che questi diventi il boia (verdugo) della sua famiglia. Convinto dal padre, accetta uno dei figli, Juanito. Clara chiede di essere decapitata per prima ma Marchand le promette di aver salva la vita se si sposa con lui. La ragazza rifiuta e Juanito decapita uno ad uno tutti i membri della sua famiglia. Al momento però di condannare la madre, l'ultima rimasta, desiste. Quest'ultima allora si suicida sbattendo la testa su una roccia, evitando al figlio la dura esecuzione. Juanito potrà allora salvaguardare il nome della famiglia dei Leganés avendo dei discendenti.